# Calabazas de Fuentidueña
Calabazas de Fuentidueña település Spanyolországban, Segovia tartományban. Calabazas de Fuentidueña Fuentidueña, Fuente el Olmo de Fuentidueña, Fuentepiñel, Fuentesaúco de Fuentidueña, Aldeasoña és Laguna de Contreras községekkel határos. Lakosainak száma 25 fő (2024).

## Népesség
A település népessége az elmúlt években az alábbi módon változott:
| Lakosok száma | 69   | 61   | 51   | 44   | 38   | 39   | 35   | 28   | 28   | 25   |
|               | 2001 | 2004 | 2007 | 2009 | 2012 | 2014 | 2017 | 2019 | 2022 | 2024 |